# Elvira Herman
Elvira Herman (n. 9 ianuarie 1997, Pinsk, Belarus) este o sportivă ce a reprezentat Belarus. A participat la competiții asociate Jocurilor Olimpice în care a câștigat o medalie de argint.